# Terme nuove Redi
Lo stabilimento delle terme nuove Redi è uno dei più recenti stabilimenti termali di Montecatini Terme.

## Storia e descrizione
Lo stabilimento termale fu creato nel 1963 su progetto di Gian Luigi Giordani e Ippolito Malaguzzi Valeri, completamente rinnovato e ampliato dall’architetto Oreste Ruggiero e inaugurato nella primavera 2010. Ad oggi si estende su più piani per una superficie complessiva di circa 8 000 metri quadri.
Lo stabilimento è dedicato a Francesco Redi, medico e letterato del XVII secolo, che consigliava ai suoi pazienti le acque di Montecatini come rimedio per innumerevoli disturbi.
Lo stabilimento è suddiviso in diverse aree: il Reparto inalatorio ha 154 apparecchi computerizzati di cui 10 pediatrici; ampia hall, 2 sale inalazioni, 2 studi medici, reparto pediatrico, camera insufflazioni tubo-timpaniche, camera ventilazione polmonare e camera di nebulizzazione. Il Reparto di fangobalneoterapia offre 66 camerini singoli, 28 doppi per balneazione e massaggi e 8 ambulatori medici. Il percorso ipogeo ospita il reparto di riabilitazione fisioterapica, con piscine termali dotate di idromassaggi e cascate, itinerari riabilitativi, percorso vascolare e due palestre dove è possibile effettuare ginnastica posturale su pancafit, allenamento e recupero funzionale con kinesis, sedute specifiche per dimagrimento scientifico e trattamenti osteopatici. 
Sono anche studiati programmi personalizzati per atleti e sportivi. Vengono anche proposti corsi di yoga, trattamenti olistici e cure ayurvediche.